# Langballigau
Langballigau (dänisch Langballeå; im Volksmund kurz L. A.) ist sowohl ein Hafen des Kreises Schleswig-Flensburg am Südufer der Flensburger Außenförde als auch ein gleichnamiger Strand und Ortsteil der schleswig-holsteinischen Gemeinde Langballig. Der Hafen liegt an der Mündung der Langballigau in die Flensburger Förde.

## Name
Der Name des Ortes und des Hafens geht auf die gleichnamige Au in der Bedeutung Au von Langballig zurück. Langballig (Langballe) selbst geht auf altdänisch balgh (vgl. altnord. bali) als Beschreibung einer Erhöhung oder eines (erhöhten) Teils eines Dorfes zurück (vgl. Balm).

## Kreishafen Langballigau

### Fischerei- und Yachthafen
In den 1920er-Jahren wurde Langballigau zum „Fischereischutzhafen“ ausgebaut. Während die Bedeutung des Kreishafens Langballigau für die Fischerei stark abgenommen hat, – angelandet werden je nach Saison und Wetter Flundern, Schollen, Klieschen und Dorsche – bestimmt heute der Yachthafen mit seinen 220 Liegeplätzen das Geschehen des „Kleinodes in landschaftlich reizvoller Lage“. Mitglieder des 1965 gegründeten  Yachtclubs Langballigau e. V. bauten zusammen mit der Gemeinde und dem Hafenbetreiber eine Slipanlage, Schwimmbrücken, eine Takelplattform mit Mastenkran, 1990 das Clubhaus sowie clubeigene Bootshallen in Langenballig.

### Grenz- und Fährverkehr

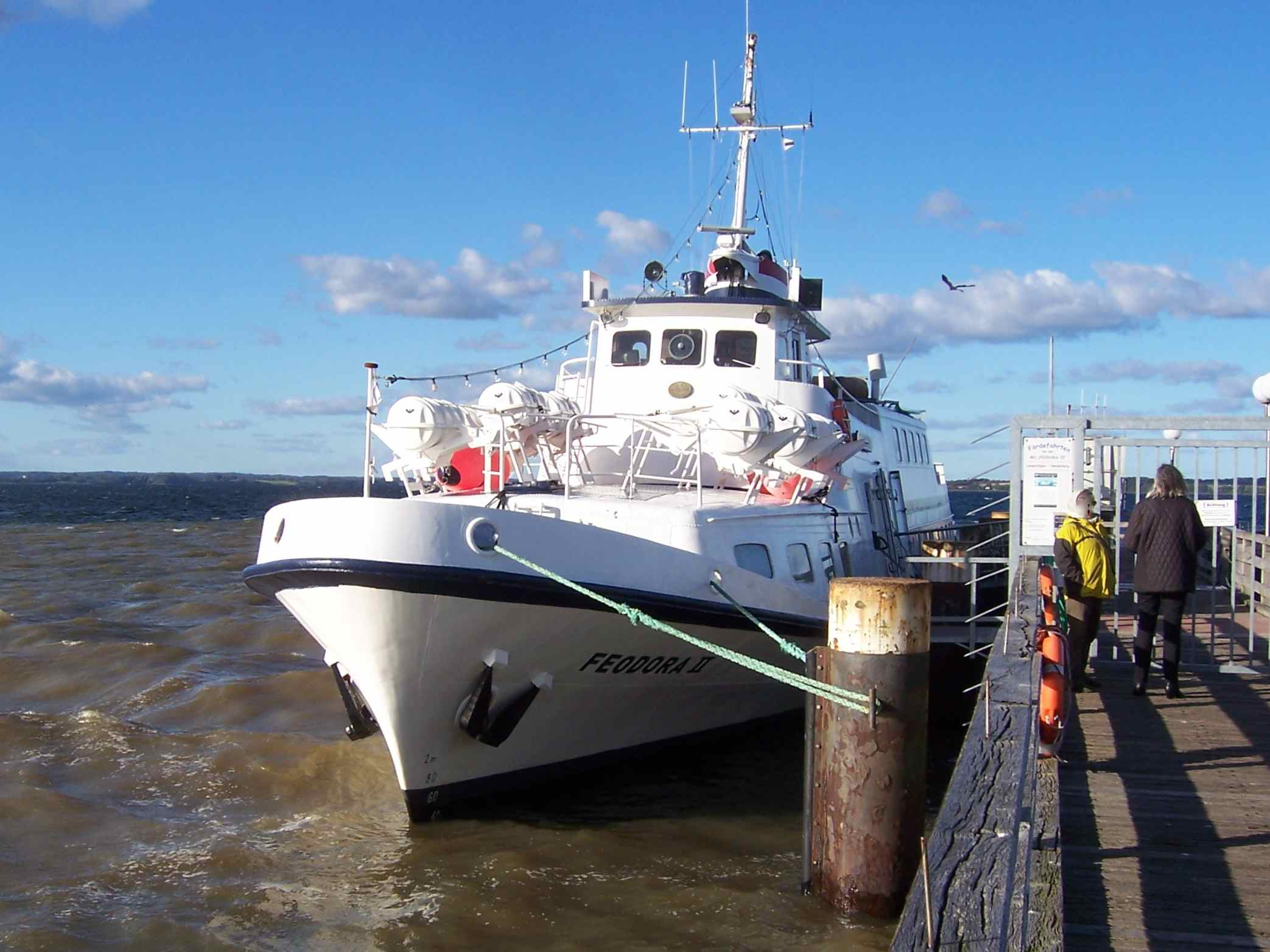
Die Feodora II an der Seebrücke

Der Fährverkehr zur dänischen Stadt Sønderborg war nach Ende der Butterfahrten auf der Flensburger Förde 1999 zum Erliegen gekommen. War erst der Verkauf zollfreier Waren nicht mehr subventioniert worden, verhinderten später strenge Maßstäbe der dänischen Seefahrtsbehörde (Søfartsstyrelsen) den Grenzverkehr, weil kleine Reeder für ihre Schiffe die nach der UN-Übereinkunft über die Sicherheit auf See (SOLAS) verursachenden Kosten nicht mehr aufbringen konnten. Nur von 2007 bis 2010 war die Strecke befahren.
Im Mai 2016 gelang es Kapitän Alexander Klein, mit dem 1972 gebauten Passagierschiff Feodora II der Reederei NAS (Nordische Ausflug Schifffahrts GmbH), die Fahrt von der Seebrücke erneut aufzunehmen. Seither verkehrt das Schiff von Mai bis Oktober vier Mal wöchentlich auf dieser Linie. Der Einkauf von Transitwaren wird durch eine Zollstation ermöglicht.
2019 nahm eine dänische Fahrradfähre zwischen Langballigau und Egernsund, mit Zwischenstopp in Brunsnæs, ihren Betrieb auf.

## Rettungsstation der DGzRS
Wegen der geschützten Lage des Hafens nutzt die Deutschen Gesellschaft zur Rettung Schiffbrüchiger (DGzRS) den Ort als Station und Hafen für ein Seenotrettungsboot.
Neben dem Rettungsboot liegen ein Zoll- und ein Fischereiaufsichtsboot im Hafen.

## Ortsteil Langballigau
Zwei Kilometer trennen den Hafen vom Ortszentrum des Erholungs- und Luftkurortes Langballig. Wenige Meter von der Förde entfernt führt die Strandpromenade (Strandweg) entlang, wo Restaurants, Imbissstände und Eisdielen ansässig sind. Für den neben dem Hafen gelegenen Naturstrand gibt es einen Strandkorbverleih und einen offiziellen Hundestrand.